# Bruce Cockburn
Bruce Douglas Cockburn (uitspraak co-burn) (Ottawa, 27 mei 1945) is een Canadese folk-/rockgitarist en singer-songwriter. Hij heeft songs geschreven die qua stijl variëren van folk en rock met jazz-invloeden tot rock-'n-roll.

## Biografie
Bruce Cockburn werd in 1945 geboren in Ottawa en bracht een deel van zijn jeugdjaren door op een farm bij Pembroke (Ontario). In interviews heeft hij verteld dat hij zijn eerste gitaar rond 1959 had gevonden op de zolder van zijn grootmoeder. Hij versierde de gitaar met gouden sterren en speelde mee met hits die hij op de radio hoorde. Cockburn studeerde (overigens geen muziek) aan de Nepean High School in Ottawa. Bij een albumfoto van hem uit die opleiding (1964) stond zijn wens genoteerd om "muzikant te worden". Hij ging naar de Berklee College of Music in Boston en volgde daar drie semesters in het midden van de jaren zestig. In 1966 werd hij lid van The Children, een band uit Ottawa die ongeveer een jaar bestond. In het voorjaar van 1967 werd hij lid van de band The Esquires. In de zomer van dat jaar verhuisde hij naar Toronto om samen met Marty Fisher en Gordon MacBain (beiden afkomstig uit Bobby Kris & The Imperials) en Neil Lillie (ex-lid van The Tripp) The Flying Circus te vormen. Deze groep nam eind 1967 wat nummers op, die echter niet werden uitgebracht. In de lente van 1968 veranderden de leden de naam van de band in Olivus, tegelijkertijd werd Lillie (die zijn naam had veranderd in Neil Merryweather) ingeruild voor Dennis Pendrith (Livingstone’s Journey). Olivus stond in april 1968 in het voorprogramma van The Jimi Hendrix Experience en Cream. In de zomer van dat jaar verliet Cockburn Olivus met de bedoeling solo verder te gaan, maar daar kwam het toen nog niet van. Hij kwam terecht in de band 3's a Crowd van David Wiffen, Colleen Peterson en Richard Patterson, die al collega-bandlid van Cockburn was geweest in The Children. In de lente van 1969 verliet Cockburn ook deze band en begon hij aan zijn solocarrière.
Cockburns eerste solo-optreden was op het Mariposa Folk Festival in Ontario in 1967. In 1969 was hij daar de hoofdartiest. In 1970 kwam zijn eerste soloalbum uit, genaamd Bruce Cockburn. Zijn gitaarwerk en compositievaardigheden leverden hem een enthousiaste ontvangst op. Zijn vroege werk bevat beelden van platteland en zee, Bijbelse metaforen, en de overtuiging dat de hemel dichtbij is ondanks moeilijke omstandigheden. Hoewel hij een agnostische achtergrond had, werd hij in het begin van zijn carrière een toegewijd christen. In een interview zei hij daarover: "Ik werd als een agnost opgevoed … en toen ik begin jaren zeventig een christen werd, wist ik nog niet wat datgene was wat ik nu precies had aangenomen". Veel van zijn albums uit eind jaren zeventig verwijzen naar het christelijk geloof, in de jaren tachtig tevens gekoppeld aan aandacht voor mensenrechten en het milieu. Cockburns verwijzingen naar het christendom in zijn muziek komen onder meer tot uiting in de graal-beeldspraak van de Britse christelijke dichter Charles Williams en de ideeën van de Amerikaanse theoloog Harvey Cox.
Cockburns populariteit in eigen land was gevestigd, maar pas in 1979 brak hij door in de Verenigde Staten, met het verschijnen van het album Dancing in the Dragon's Jaws. De eerste single van dit album, "Wondering Where the Lions Are", kwam in juni 1980 op nr. 21 in de Billboard Hot 100, gevolgd door een optreden op de populaire tv-show Saturday Night Live van NBC.
Cockburn was van 1969 tot 1980 getrouwd met Kitty Cockburn en kreeg uit dit huwelijk een dochter (Jenny, juli 1976). Eind 1975 schreef hij het nummer "Little Seahorse" over de tijd dat zij in haar moeders buik verbleef. Dit nummer staat op het album In the Falling Dark.
Cockburns werk werd in de jaren 80 eerst stadser en mondainer, en later vooral politieker; hij ging zich zwaar inzetten op progressieve onderwerpen. Zijn groeiende politieke engagement uitte zich aanvankelijk in bescheiden vorm op drie platen: Humans, Inner City Front en The Trouble with Normal. Duidelijker kwam het aan het licht in 1984, met Cockburns tweede radiohit in de VS, If I Had a Rocket Launcher (nr. 88 in de Amerikaanse hitlijst), van het album Stealing Fire. Deze song had hij een jaar eerder geschreven na een bezoek aan kampen met Guatemalteeksen vluchtelingen in Mexico, die voor en na zijn bezoek werden aangevallen door militaire helikopters uit Guatemala. Zijn politieke activisme heeft hij altijd gehouden. Hij is naar verschillende landen gereisd (zoals Mozambique en Irak), speelde op diverse benefietconcerten en schreef veel liedjes over politieke onderwerpen, variërend van het IMF tot landmijnen. Zijn internationalistische houding komt tot uiting in de wereldmuziek-invloeden in zijn werk, waaronder reggae en latin.
In 1991 kwam bij het Canadese label Intrepid Records Kick at the Darkness uit, een tributealbum voor Cockburn. De albumtitel komt uit een zinsnede uit zijn song Lovers in a Dangerous Time. Het album bevat onder meer een cover van dat nummer door de Barenaked Ladies, dat de eerste top 40-hit werd voor deze Canadese band en bijdroeg aan hun succes in de beginjaren. De woorden kick the darkness ('til it bleeds daylight) komen ook terug in het nummer God (Part II) van U2, op hun album Rattle and Hum.
Begin jaren negentig maakte Cockburn samen met T-Bone Burnett twee albums: Nothing but a Burning Light en Dart to the Heart. Op het laatste album stond het nummer Closer to the Light, geïnspireerd door de dood van zanger Mark Heard, die goed bevriend was met beide artiesten. Cockburn noemt Heard vaak als zijn favoriete songwriter en was een van de artiesten die bijdroegen aan Strong Hand of Love, een tributealbum en –video voor Heard. Op het album voert Cockburn de titelsong uit.
In 1998 reisde Cockburn samen met documentairemaker Robert Lang naar het West-Afrikaanse Mali, waar hij jamsessies hield met de Grammy Award-winnende blues-muzikant Ali Farka Touré en de kora-meester Toumani Diabaté. De reis van een maand werd verfilmd in een documentaire van een uur, River of Sand. Deze won de Regard Canadien voor beste documentaire op het filmfestival Vues d'Afrique in Montreal. Ook werd het meegenomen in de competitie voor het Internationale festival voor Milieufilms in Parijs.
Een deel van Cockburns eerder uitgebrachte materiaal werd bijeengebracht op verschillende verzamelalbums: Resume, Mummy Dust en Waiting for a Miracle. Het eerste greatest hits-album was Anything Anytime Anywhere: Singles 1979–2002 (uitgebracht in 2002).
In januari 2003 voltooide Bruce Cockburn zijn 21e album, You've never seen everything, met bijdragen van Emmylou Harris, Jackson Browne, Sam Phillips, Sarah Harmer, Hugh Marsh, Jonell Mosser, Larry Taylor en Steven Hodges (deze laatste twee zijn ex-leden van Canned Heat en vooral bekend van hun samenwerking met Tom Waits).
Cockburn speelde op het Live 8-concert in Barrie (Ontario) op 2 juli 2005. Op 4 oktober 2005 kwam Speechless uit, een instrumentale compilatie van zowel oud als nieuw materiaal. Zijn 22e album, Life Short Call Now, kwam uit op 18 juli 2006.
De Canadese senator en generaal buiten dienst Roméo Dallaire, die actief is in fondsenwerving voor humanitaire projecten en bewustwordingscampagnes, kwam bij Cockburn op het podium tijdens een benefietconcert voor kindsoldaten op 4 oktober 2008, op de Universiteit van Victoria.
In 2009 reisde Cockburn af naar Afghanistan om zijn daar gelegerde broer kapitein John Cockburn te bezoeken en een concert te geven voor Canadese militairen. Hij gaf er een uitvoering van zijn bekende antimilitaristische lied If I Had a Rocket Launcher en kreeg voor de gelegenheid een echte raketwerper van het Canadese leger. Hij gaf aan dat, hoewel hij met twijfel keek naar de invasie van Afghanistan in 2001, hij de Canadese rol in Afghanistan ondersteunde.
Cockburn bracht in 2011 zijn studioalbum Small Source of Comfort uit. Op dat album staat het opgewekte instrumentale nummer Lois on the Autobahn, geënt op Rouler sa Bosse van het album Salt, Sun and Time uit 1974, en opgedragen aan zijn moeder Lois die in 2010 aan kanker bezweek.

## Soundtracks
Cockburn schreef en zong het introductielied voor de kinder-tv-serie Franklin. Samen met Hugh Marsh schreef en speelde hij de muziek voor Waterwalker, een documentaire uit 1984 van de National Film Board of Canada, geregisseerd door Bill Mason. Ook maakte hij twee songs voor de klassieke Engels-Canadese film Goin' Down the Road (1970, Donald Shebib).
In 2007 was Cockburns muziek te horen in Ecstasy, de verfilming van de gelijknamige roman van Irvine Welsh.

## Covers en tributes
Het werk van Bruce Cockburn is gecoverd door uiteenlopende artiesten zoals Barenaked Ladies ("Lovers in a Dangerous Time"), Judy Collins ("Pacing The Cage"), Jimmy Buffett ("Pacing the Cage", "Anything Anytime Anywhere", "All the Ways I Want You" en "Wondering Where the Lions Are", in de film Hoot), Michael Hedges ("Wondering Where the Lions Are"), Lori Cullen ("Fall"), Anne Murray ("One Day I Walk", "Musical Friends"), Dianne Heatherington en Ani DiFranco ("Mama Just Wants to Barrelhouse All Night Long"), The Rankin Family ("One Day I Walk"), Dan Fogelberg ("Lovers in a Dangerous Time"), Donavon Frankenreiter ("Wondering Where the Lions Are"), Vigilantes of Love ("Wondering Where the Lions Are"), Tom Rush ("One Day I Walk'), George Hamilton IV ("Together Alone"), The Jerry Garcia Band ("Waiting for a Miracle"), Holly Near ("To Raise The Morning Star") en k.d. lang ("One Day I Walk"). Verder nam zijn landgenoot Steve Bell een compleet album met Cockburn-covers op, getiteld My Dinner With Bruce en bracht jazzgitarist Michael Occhipinti een album uit met jazz-arrangementen van Cockburn-werk.

## Prijzen en onderscheidingen
Bruce Cockburn werd in 1982 lid van de Orde van Canada en werd in 2002 tot Officier bevorderd.
Bij de 30e Juno Awards-ceremonie, op 5 maart 2001, werd Cockburn toegevoegd aan de Canadian Music Hall of Fame. De tribute-optredens bij dit jaarlijkse festival bestonden uit videoboodschappen van Bono, Jackson Browne, Margo Timmins (Cowboy Junkies) en Peter Garrett (Midnight Oil). De Barenaked Ladies brachten hun versie van "Lovers in a Dangerous Time" ten gehore. Jann Arden en Terri Clark, genomineerden voor Beste vrouwelijke artiest, speelden "Wondering Where the Lions Are" en Sarah Harmer speelde "Waiting for a Miracle".
De Canadian Broadcasting Corporation eerde Cockburn door hem toe te voegen aan de Canadian Broadcast Hall of Fame. De ceremonie hiervoor werd gehouden op 22 oktober 2002 in Vancouver, als onderdeel van de Gold Ribbon Awards Gala op de 76e conventie van de organisatie.
Op 27 november 2002 wijdde de serie Life and times van de CBC een special aan Cockburn, met de titel The Life and Times of Bruce Cockburn, een productie van Robert Lang van Kensington Communications in Toronto.
Het hoesontwerp voor zijn album Breakfast in New Orleans, Dinner in Timbuktu uit 1999, dat gedomineerd wordt door vette tekst in Helvetica, was te zien op de tentoonstelling “50 jaar Helvetica” van april 2007 tot maart 2008 in het Museum of Modern Art in New York.
In mei 2007 ontving hij twee eredoctoraten, de vierde en vijfde in zijn carrière. Eerst verleende de Queen's University in Kingston (Ontario) hem een eredoctoraat in theologie en later kreeg hij eenzelfde titel in letterkunde van de Memorial University of Newfoundland voor zijn jarenlange bijdragen aan de Canadese muziek en cultuur en sociaal activisme. Eerder had hij al eredoctoraten ontvangen van de York University in Toronto, het Berklee College of Music (Boston) en de St. Thomas University in New Brunswick.
In 2012 kreeg hij de Medaille voor het Diamanten Jubileum van Elizabeth II

## "Humans"
De discussiegroep "Humans" is een van de oudste e-maillijsten die gewijd zijn aan een specifieke artiest. De colofon van Cockburns album The Charity of Night maakt melding van de groep.

## Instrumentarium
Cockburn heeft door de jaren heen gespeeld op gitaren die door meerdere bedrijven en luthiers zijn gemaakt. Op veel vroege foto's kan men hem zien spelen op gitaren die werden gefabriceerd door de Canadese gitaarbouwer Larrivée. Zijn vraag naar een akoestisch exemplaar met een betere bereikbaarheid van de hogere frets resulteerde in de gitarenserie C van Jean Larrivée. Deze innovatie omvatte een opengewerkt exemplaar, wat bij akoestische gitaren met een platte bovenkant voorheen een zeldzaam verschijnsel was. Cockburn heeft minstens twee gitaren gehad die door de uit Toronto afkomstige luthier David Wren (een leerling van Larrivée) waren gemaakt, maar deze werden bij een brand verwoest.
In de afgelopen jaren heeft Bruce Cockburn gespeeld op gitaren die op maat werden gemaakt door Linda Manzer, eveneens een Canadese luthier uit de school van Larrivée. Ook bespeelt hij een Resolectric-model van de National String Instrument Corporation uit Amerika, en een resonatorgitaar met stalen lichaam van het merk Dobro. Ook heeft hij de Baritone, gefabriceerd door Tony Kartol uit Ontario, ontdekt.

## Discografie

### Studioalbums
- Bruce Cockburn (1970)
- High Winds, White Sky (1971)
- Sunwheel Dance (1972)
- Night Vision (1973)
- Salt, Sun and Time (1974)
- Joy Will Find a Way (1975)
- In the Falling Dark* (1976)
- Further Adventures Of* (1978)
- Dancing in the Dragon's Jaws* (1979)
- Humans* (1980)
- Inner City Front* (1981)
- The Trouble with Normal* (1983)
- Stealing Fire* (1984)
- World of Wonders (1986)
- Big Circumstance (1988)
- Nothing but a Burning Light (1991)
- Christmas (1993)
- Dart to the Heart (1994)
- The Charity of Night (1996)
- Breakfast in New Orleans, Dinner in Timbuktu (1999)
- You've Never Seen Everything (2003)
- Speechless (2005)
- Life Short Call Now (2006)
- Small Source of Comfort (2011)
- Bone on Bone (2017)
- Crowing Ignites (2019)

* = Heruitgegeven met bonustracks (2002–2003)

### Livealbums
- Circles in the Stream+ (1977)
- Bruce Cockburn Live* (1990)
- You Pay Your Money and You Take Your Chance (1997)
- Bruce Cockburn — Live on World Cafe (2002); bonusalbum van Borders Books and Music
- Slice O' Life — Solo Live (2009)

+ = Heruitgegeven door Rounder Records, zonder bonustracks
* = Heruitgegeven met bonustracks (2002–2003)

### Compilaties
- Resume* (1981, VS)
- Mummy Dust* (1981, Canada)
- Rumours of Glory* (1985, Duitsland)
- Waiting for a Miracle: Singles 1970–1987* (1987, Canada/VS)
- If a Tree Falls* (1990, Australië)
- Anything Anytime Anywhere: Singles 1979–2002* (2002)
- Speechless * (2005) – instrumentale uitvoeringen van eerdere nummers
- Greatest Hits 1970-2020 (2021)
- Rarities (2022)

* = Deze compilaties bevatten eerder uitgebracht materiaal maar ook een of meer nieuwe tracks.

### Andere uitgaven
- Ribbon of Darkness, een nummer op A Tribute to Gordon Lightfoot
- Strong Hand of Love, een nummer op de tributealbums Strong Hand of Love (1994) en Orphans of God (1996) voor Mark Heard
- Lord of the Starfields (met Rob Wasserman), Lovers in a Dangerous Time (idem) en Cry of a Tiny Babe (met Lou Reed, Rosanne Cash en Rob Wasserman), op The Best of the Columbia Records Radio Hour, Volume 1 (1995)
- Last Night of the World op het WXPN-compilatiealbum Live at the World Café - Volume 9 (1999)